# Grup Danone
El Grup Danone és una empresa francesa que comercialitza productes lactis i begudes amb seu a París i fundada a Barcelona. Actualment el grup posseeix les marques comercials Agua Salus, Font Vella, Aguas de Lanjarón, Volvic, Evian, Badoit, Lattella i Actimel-Activia.

## Història
L'empresa va ser fundada el 1919 per Isaac Carasso a Barcelona, com una petita fàbrica que produïa iogurts al carrer dels Àngels número 16, al barri del Raval de Barcelona. Fins feia no gaire, una petita placa al carrer commemorava on es trobava. "Danone" és el malnom afectuós o diminutiu de Daniel, el nom del fill gran del fundador de l'empresa, Isaac Carasso. Inicialment Danone va néixer com a fàbrica de iogurts, però posteriorment es va diversificar fent altres postres de cullera industrials, primer els més tradicionals, com natilles, flams i arròs amb llet, i més tard incorporant-ne d'altres.
Després de la guerra del 1936-39, Daniel Carasso, jueu sefardita, va abandonar l'estat i va confiar els negocis a Luis Portabella i Comte-Lacoste, i va marxar a França on hi va obrir una branca de l'empresa. Posteriorment es va instal·lar als Estats Units el 1941 després de fugir de França amb la invasió dels Nazis. Carasso retorna a França el 1951.

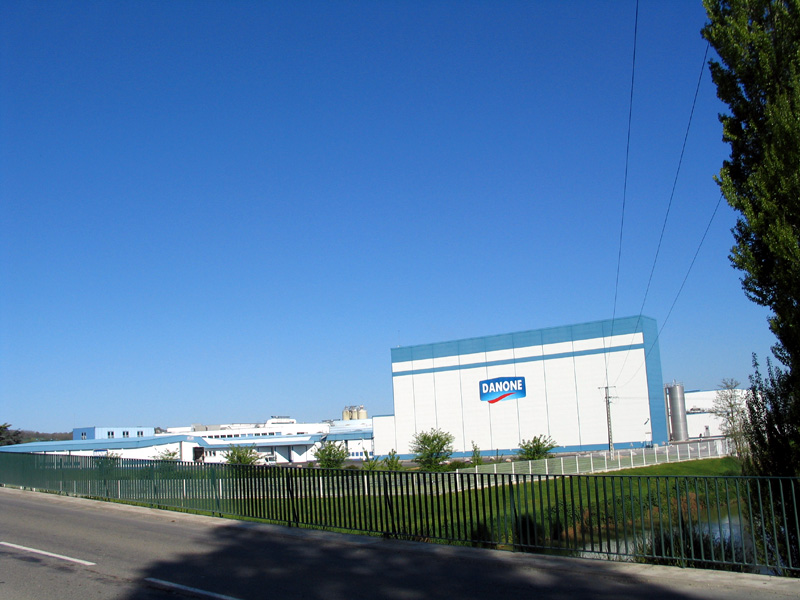
Una fàbrica de productes Danone, a Vilacomdau d'Arròs (Gascunya)

El febrer de 2014 Danone va llançar la marca de baix cost Gervais per fer frenar l'efecte de la marca blanca.